# 雲芸南線

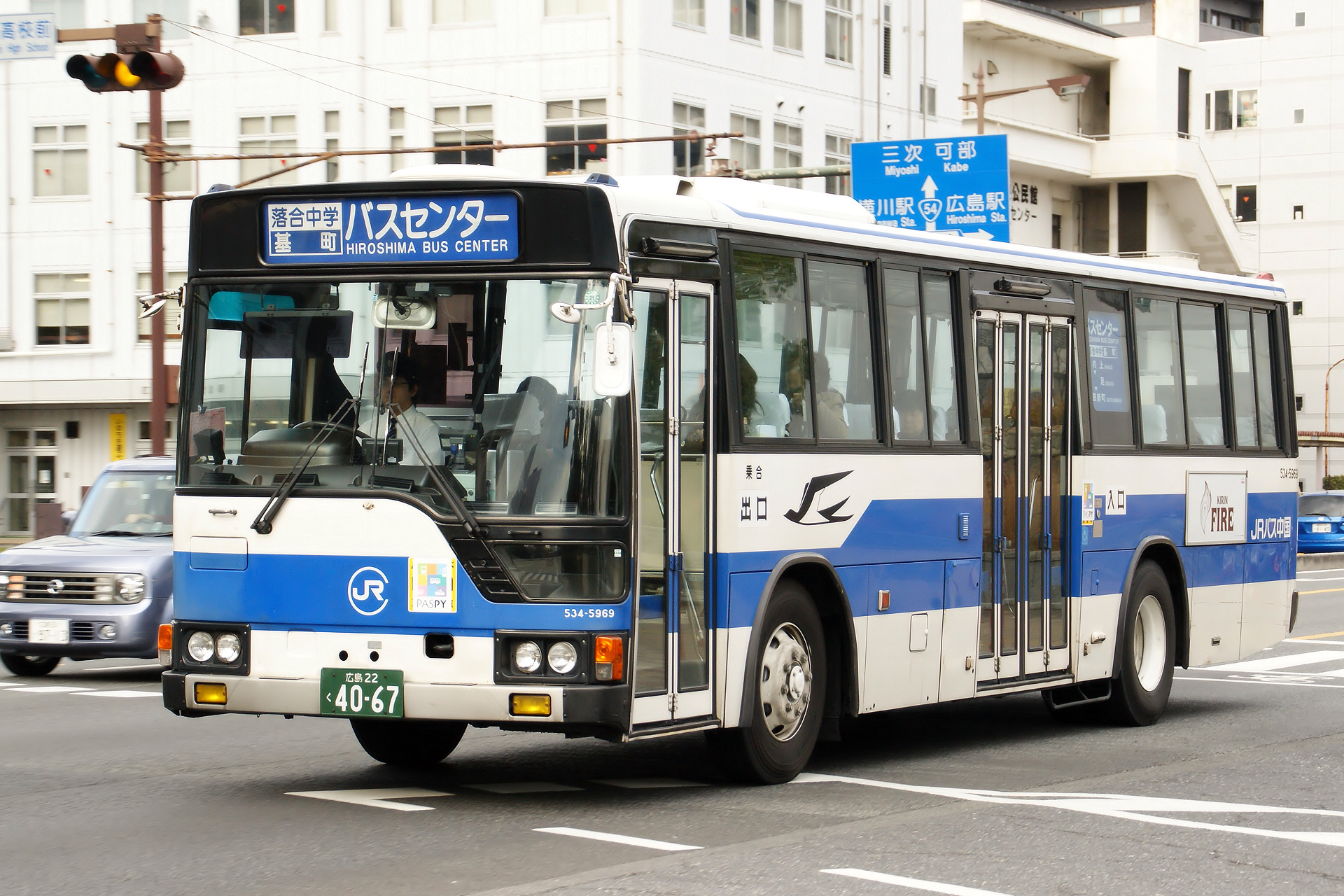
雲芸南線（中国JRバス）

雲芸南線（うんげいなんせん）は、JRバス中国（中国JRバス）が運行している自動車路線である。
本項では、雲芸南線と直通して陰陽連絡路線の役割を果たしたことがあり、かつて国鉄バス・中国JRバスが運行していた雲芸本線（うんげいほんせん）・雲芸線の支線として開設された路線である大田線（おおだせん）についても記述する。

## 概説
雲芸本線は、1934年8月に出雲今市駅（現：出雲市駅）と備後十日市駅（現：三次駅）を結ぶ路線として開業したのが始まりである。
当時鉄道は芸備線が備後庄原駅までしか開通しておらず、木次線も全通していなかった。改正鉄道敷設法にある「広島県福山ヨリ府中、三次、島根県来島ヲ経テ出雲今市ニ至ル鉄道及来島附近ヨリ分岐シテ木次ニ至ル鉄道」という計画線が存在したことから、鉄道線の先行という使命により、バスによる陰陽連絡を実現したものである。この区間を雲芸本線とし、同時に三刀屋と木次を結ぶ里熊線が開業しているほか、1935年9月には、雲芸本線と山陰本線を短絡するべく赤名と石見大田駅（現：大田市駅）を結ぶ大田線が開業している。
戦後の1950年には出雲今市 - 三次間に夜行便「銀嶺号」「わかたか号」の運行が開始され、1954年まで続いた。また、1952年には三刀屋と松江駅を結ぶ松江線が開業している。
一方、雲芸南線は、1952年までこの区間を運行していた広島合同自動車が、経営不振により路線を手放すことになったため、国鉄バスが車両・乗務員ごと譲り受けた上で開業した路線である。当初は出雲今市自動車区が担当していたが、1958年に横川自動車区に移管された。1957年の広島バスセンターの供用開始と同時に雲芸南線も乗り入れることになった。
1964年以降は道路事情が改善されたため、雲芸本線・雲芸南線を直通運行する広島 - 出雲市・広島 - 赤名 - 出雲市間に直通特急便が設定され、鉄道線の短絡を主眼とした陰陽連絡路線としての役割を果たすことになった。
1970年代後半は雲芸南線にとっては転機の時期となった。1974年10月に広島バスセンターの改修に伴い待機バースが減少したため、安芸線の一部を横川駅まで直通させることになったが、横川駅周辺は広島交通・広島バスの営業エリアであったため、協議の結果2社が中深川まで乗り入れることになった。この時期、広島市郊外のベッドタウンとして高陽ニュータウン（高陽団地）が造成され、まず1975年に広島交通がB住区へ乗り入れを開始したのに続き、1976年からA1住区に国鉄バスが乗り入れることになった。その後団地の拡大により路線の調整を行い、1979年からはA1・A2住区を国鉄バスが担当することになった。これは国鉄バスとしては数少ない都市型路線で、鉄道線の培養という使命を持つことになった。
1986年には雲芸本線から中国自動車道経由で広島へ乗り入れる高速便が新設されたが、一方で1970年代からは支線区の廃止が相次ぎ、松江と三次を結ぶ直通便の運行も1980年代までに中止されている。1989年には一畑電気鉄道の路線と統合するかたちでみこと号として運行され、増発も行なわれたが、一般路線便は雲芸本線も含めて廃止が進み、雲芸本線の一般路線は本線・支線とも2003年3月31日限りで全廃となった。その後はみこと号の運行に雲芸本線の路線免許が活用されるのみとなっている。
他方、陰陽連絡便が経由しなくなった雲芸南線については、1990年代に三次側の区間が廃止されたことで陰陽連絡の使命は消滅、地域路線へと変貌、その後も中国JRバスの代表的な都市型路線となっている。

## 沿革
- 1934年8月 - 雲芸本線出雲今市駅 - 備後十日市駅間、里熊線三刀屋 - 木次間が開業[6]。出雲今市自動車所・赤名支所が開設。
- 1935年
  - 9月 - 大田線赤名 - 石見大田駅間が開業[7]。
  - 12月 - 里熊線木次 - 木次町間が開業[8]。
- 1950年6月 - 出雲今市と三次を結ぶ夜行便として「銀嶺号」「わかたか号」の運行を開始。
- 1952年
  - この年 - 松江線三刀屋 - 松江間が開業。
  - 5月 - 広島合同自動車の広島 - 三次間の路線運行を引き継ぎ、雲芸南線として運行を開始。
- 1954年 - 夜行便「銀嶺号」「わかたか号」の運行を廃止。
- 1962年8月 - マイクロバスによる特急ワンマンカーが運行開始。
- 1964年 - マイクロバスの運行を中止。
- 1976年 - 支線区にライトバスを導入。雲芸南線が高陽団地に乗り入れ開始。
- 1986年 - 中国自動車道経由で広島へ乗り入れる特急便の運行を開始。
- 1989年5月21日 - 広島直通の特急便を一畑電気鉄道との共同運行に変更、愛称を「みこと号」と設定。
- 2003年4月1日 - 雲芸線[4]と大田線の普通便は全廃。雲芸南線の研創入口 - 上井原間は廃止。
- 2008年1月26日 - 雲芸南線にICカード乗車券「PASPY」を導入。
- 2018年
  - 4月1日 - ダイヤ改正。深川台線の廃止
  - 9月30日 - ダイヤ改正。高陽団地循環線の廃止（ただし広島交通・広島バスが運行している便は運行）

## 路線一覧

### 雲芸線
出雲支店が運行を担当していた。三刀屋駅・掛合駅・赤名駅は自動車駅。
- 雲芸本線
  - 出雲市駅 - 三刀屋駅 - 掛合駅 - 赤名駅 - 三次駅

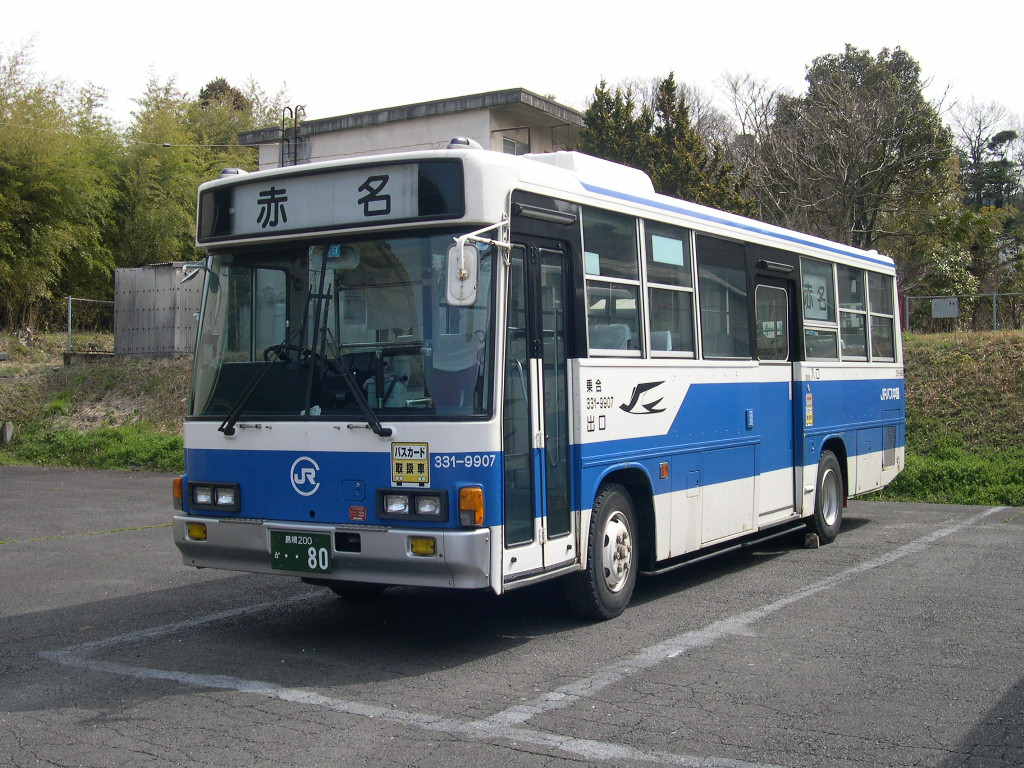
大田線
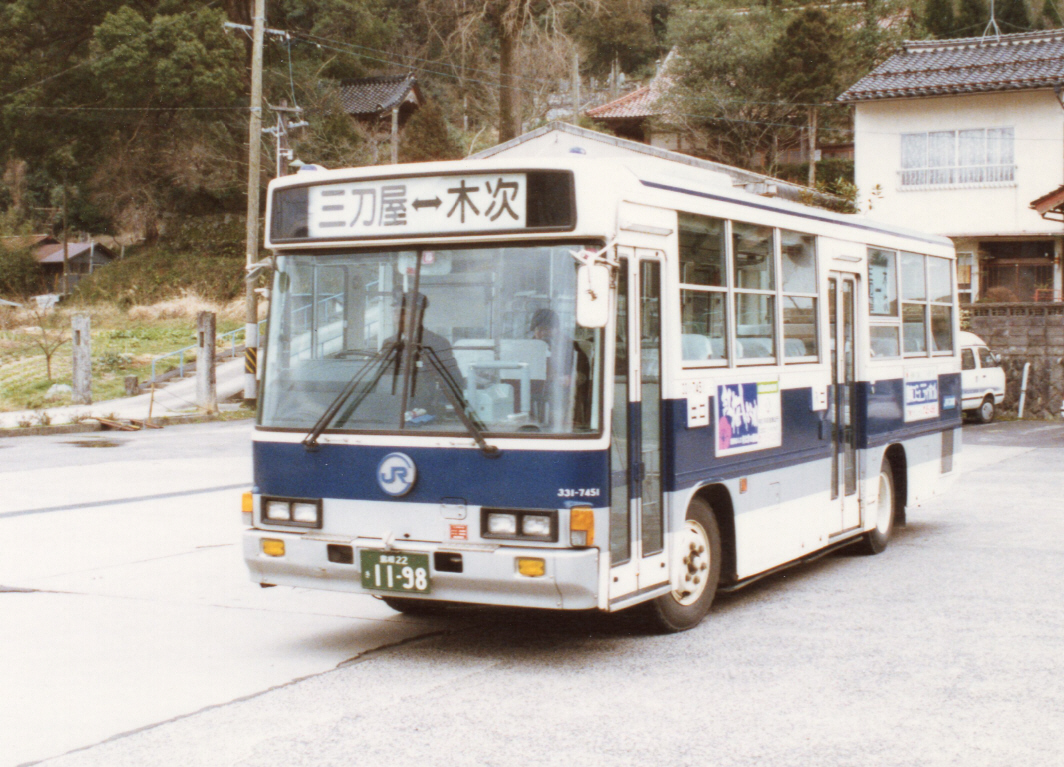
里熊線
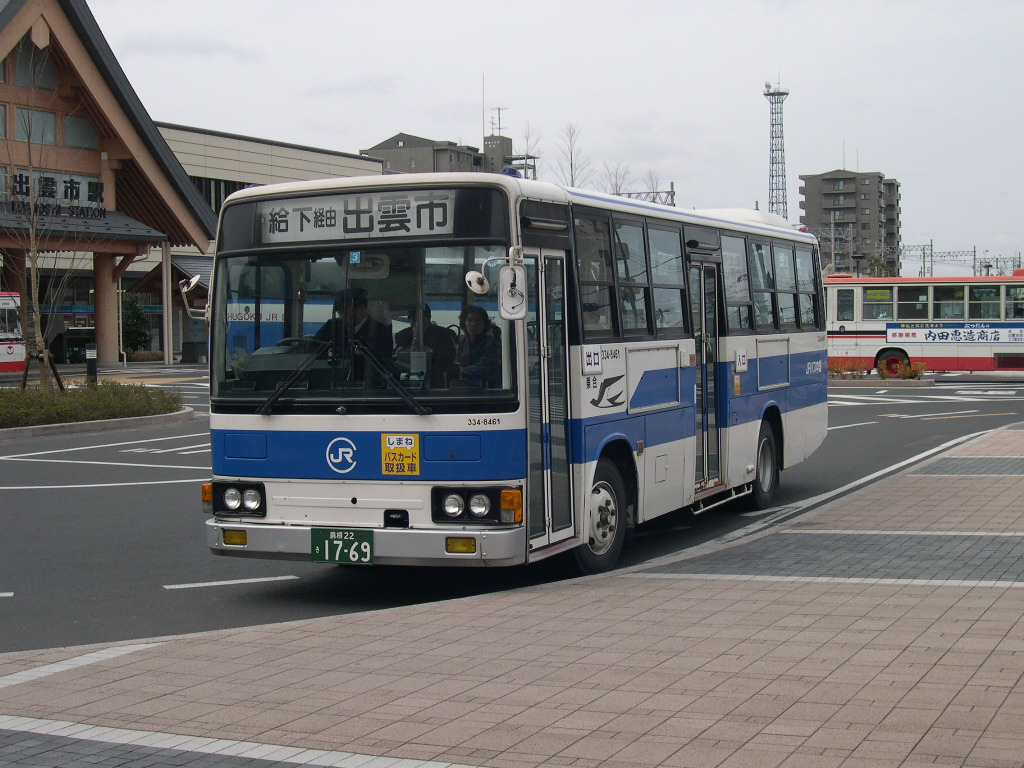
雲芸線

  - 三次駅 - 広島北インター
- 里熊線（廃止）
  - 三刀屋駅 - 木次駅
- 松江線（廃止）
  - 里熊橋 - 松江駅
- 中野線（廃止）
  - 三刀屋 - 六重
- 吉田線（廃止）
  - 掛合駅 - 吉田学校前
- 大田線（廃止）
  - 赤名駅 - 粕淵駅 - 大田市駅

- 大田線
- 里熊線
- 雲芸線

### 雲芸南線
広島支店が運行を担当している。広島バスセンターは過去には「広島センター駅」という自動車駅扱いであった。
2014年11月10日より順次導入される広島都市圏及びその周辺のバス事業者共通の系統番号が高陽団地循環線を除く全ての路線に割り振られ、基町を経由する便は30号線（矢口バイパス経由の急行便は33号線、矢口バイパス経由便は35号線）、にぎつを経由する便は32号線、広島駅 → 横川駅の区間便と横川駅 → 広島バスセンターの区間便は15号線となる。
PASPY定期券は広電バス・広島バス・広島交通・芸陽バス・備北交通・ボン・バスとの並行区間で相互利用可能となっている。

#### 運行系統
- 15K 横川駅 → 広瀬町 → 広島バスセンター（片道のみ）
- 30G/30K（上り）・30-4（下り） 広島駅 - 女学院前 - 広島バスセンター - 基町 - 新白島駅 - 白島北町 - 東区スポーツセンター入口 - 不動院 - 千足 - 上小田 - 矢口 - 下岩の上 - 落合中学校前 - 下深川駅前 - 地区センター（高陽A団地） - 高陽車庫
  - 下り便のみ、横川駅始発（15Kと同経路で広島バスセンターまで運行）便がある。
  - 平日朝の通勤時間帯に33G（上り、広島駅行き）・平日夕方の通勤時間帯に33-4（下り、広島バスセンター始発）の路線番号で、矢口バイパス経由の急行便が運行される。
  - 平日朝の通勤時間帯に35K（上り、広島バスセンター行き）の路線番号で、矢口バイパス経由便が運行される。
- 30G/30K（上り）・30-5（下り） （広島駅 - 女学院前 -） 広島バスセンター - 基町 - 新白島駅 - 白島北町 - 東区スポーツセンター入口 - 不動院 - 千足 - 上小田 - 矢口 - 下岩の上 - 諸木峠 - 高陽車庫
  - 下り便は全て広島バスセンター発。
  - 途中、矢口が丘を経由する便がある。
- 30K（上り）・30-15（下り） 広島バスセンター - 基町 - 新白島駅 - 白島北町 - 東区スポーツセンター入口 - 不動院 - 千足 - 上小田 - 矢口 - 下岩の上 - 高陽台 - 諸木峠 - 高陽車庫
- 30G/30K（上り）・30-9（下り） （広島駅 - 女学院前 -） 広島バスセンター - 基町 - 新白島駅 - 白島北町 - 東区スポーツセンター入口 - 不動院 - 千足 - 上小田 - 矢口 - 下岩の上 - <諸木峠/地区センター（高陽A団地） - 高陽車庫> - 高陽中学校前 - 上深川駅 - 研創入口 - 研創前
  - 下り便は全て広島バスセンター発。
- 32H（上り）・32-9（下り） 広島バスセンター - 広島駅 - にぎつ - 東区スポーツセンター入口 - 不動院 - 千足 - 上小田 - 矢口 - 下岩の上 - <諸木峠/地区センター（高陽A団地） - 高陽車庫> - 高陽中学校前 - 上深川駅 - 研創入口 - 研創前
  - 上り便は全て諸木峠経由。途中、矢口が丘を経由する便がある。また、かつては朝1便のみ広島駅始発・上千足行きがあった。
  - 広島駅 - 上岩の上間は、広島交通（高陽B団地行き、高陽C団地行き、深川台行き、深川経由大林・桐陽台行き）と路線番号（30号線・32号線・33号線・35号線）や経由地は同じである。また、広島交通にも高陽A団地行きがあり、路線番号や途中経由するバス停などは全く一緒であるが、広島バスセンターで競合しないように時間調整がなされている（2023年4月1日から広島バスが運行していた高陽B団地系統（30K / 30-2）は広島交通に移管され、高陽車庫まで延長された。）。

#### 路線区分
- 広島駅 - 牛田新町一丁目 - 不動院 - 上小田 - 矢口上 - 中岩の上 - 諸木 - 中深川口 - 高陽中学校前 - 上深川駅 - 研創入口 - 上井原 - 三次駅（研創入口 - 三次駅間は廃止）
- 横川駅 - 広島バスセンター - 牛田新町一丁目
- 矢口上 - 矢口ヶ丘上
- 中岩の上 - 高陽台
- 諸木 - 高陽A団地 - 高陽車庫
- 高陽中学校前 - 深川台（廃止）
- 研創入口 - 研創

#### 廃止路線
- 高陽団地循環線（広島交通・広島バスによる3社の共同運行だったが、下記のように事業者毎に担当路線が異なっていた。中国JRバス担当の系統は広島交通の単独運行となった。2023年4月1日から広島バスが運行していた高陽B団地系統（30K / 30-2）は広島交通に移管され、同時に路線が高陽車庫まで延長されて、高陽車庫で高陽A団地、高陽B団地、高陽C団地の各系統の乗り換えが可能になったため、2023年3月31日をもって廃止。）
  - 高陽車庫 → 高陽東高校前（高陽C団地） → 地区センター（高陽A団地） → 中山公園前（高陽B団地） → 玖村駅前 → 近隣センター（高陽A団地） → 下深川駅前 → 地区センター（高陽A団地） → 高陽東高校前（高陽C団地） → 高陽車庫（中国JRバス・広島交通運行便）
  - 近隣センター（高陽A団地） → 下深川駅前 → 地区センター（高陽A団地） → 高陽東高校前（高陽C団地） → 中山公園前（高陽B団地） → 玖村駅前 → 近隣センター（高陽A団地） → 地区センター（高陽A団地）（広島バス運行便）
- 研創入口 - 上井原
  - 2003年3月末で撤退。現在は広交観光が34号井原線（新玖村橋～柳原～上井原）として運行。
- 深川台線（広島交通と共同運行だった。地区センター（高陽A団地）経由便など、下記以外の系統はすべて広島交通が担当）
  - 30G/30K（上り）・30-6（下り） 広島駅 - 女学院前 - 広島バスセンター - 基町 - 新白島駅 - 白島北町 - 東区スポーツセンター入口 - 不動院 - 千足 - 上小田 - 矢口 - 下岩の上 - 諸木峠 - 高陽車庫 - 高陽中学校前 - 深川台
- 15 広島駅 → 八丁堀 → 紙屋町 → 広瀬町 → 横川駅（片道のみ）

## 注記
1. 1 2  バスジャパン・ハンドブックシリーズ5『中国ジェイアールバス』p19では雲芸線は「うんきせん」と読んでいる。
2. ↑  バスジャパン・ハンドブック5「中国ジェイアールバス」p24
3. ↑  バスジャパン・ハンドブック5「中国ジェイアールバス」p26
4. 1 2  「JR年表」『JR気動車客車編成表 '04年版』ジェー・アール・アール、2004年7月1日、193頁。ISBN 4-88283-125-2。
5. ↑  バスジャパン・ハンドブック5「中国ジェイアールバス」p28
6. ↑  「鉄道省告示第370号」『官報』1934年8月13日（国立国会図書館デジタルコレクション）
7. ↑  「鉄道省告示第384号」『官報』1935年9月21日（国立国会図書館デジタルコレクション）
8. ↑  「鉄道省告示第620号」『官報』1935年12月24日（国立国会図書館デジタルコレクション）
9. ↑  “広島県バス協会　路線バス”.   広島県バス協会. 2018年6月10日閲覧。
10. ↑  “共通定期券制度開始のお知らせ”.   中国ジェイアールバス (2018年6月29日). 2018年7月15日閲覧。